# Sveti Jurij v Slovenskih goricah
Sveti Jurij v Slovenskih goricah (em alemão:  Sankt Georg in den Windischen Büheln) é um município da Eslovênia. A sede do município fica na localidade de Jurovski dol.